# Plourhan
Plourhan (bret. Plourc'han) – miejscowość i gmina we Francji, w regionie Bretania, w departamencie Côtes-d’Armor.
Według danych na rok 1990 gminę zamieszkiwało 1326 osób, a gęstość zaludnienia wynosiła 77 osób/km² (wśród 1269 gmin Bretanii Plourhan plasuje się na 471. miejscu pod względem liczby ludności, natomiast pod względem powierzchni na miejscu 589.).